# Йохан Лудвиг (Лайнинген-Дагсбург-Фалкенбург)
Йохан Лудвиг фон Лайнинген-Дагсбург-Фалкенбург (на немски: Johann Ludwig von Leiningen-Dagsburg-Falkenburg; * 8 май 1579; † 19 юни 1625) е граф на Лайнинген-Дагсбург-Фалкенбург-Хайдесхайм.
Той е син на граф Емих XI фон Лайнинген-Дагсбург-Фалкенбург (1540 – 1593) и съпругата му фрайин Урсула фон Флекенщайн (1553 – 1595), дъщеря на Георг I фон Флекенщайн († 1553) и Йохана фон Залм-Кирбург († 1595).
По-малкият му брат е Филип Георг фон Лайнинген-Дагсбург-Фалкенбург (1582 – 1627).
Йохан Лудвиг умира на 19 юни 1625 г. на 46 години.

## Фамилия
Йохан Лудвиг се жени на 1 юни 1611 г. за Мария Барбара фон Зулц (* 13 декември 1588 във Вадуц; † 1 март 1625), дъщеря на граф Карл Лудвиг фон Зулц (1560 – 1616), ландграф в Клетгау, господар на Вадуц, и съпругата му Доротея Катарина фон Сайн (1562 – 1625). Те имат децата:
- Емих XIII (1612 – 1657), граф на Лайнинген-Дагсбург-Фалкенбург-Хайдесхайм
- Йохан Лудвиг (1616 – 1624)
- Поликсена (1617 – 1668), омъжена I. на 18 юни 1938 г. в Берлин за граф Леонхард Хелфрид фон Мегау († 1598), II.1645 г. за Йохан Христоф I, фрайхер фон Пюххайм († 1598), III. за Карл Фридрих фон Даун (1583 – 1666)
- Анна Амалия (1619 – 1624)
- Карл (1622 – 1622)